# Gnophos umbrosaria
Gnophos umbrosaria là một loài bướm đêm trong họ Geometridae.